# Cassis (drank)
Cassis is een koolzuurhoudende frisdrank met de smaak van zwarte bessen. Bekende merken zijn Hero, Royal Club en Fanta. Andere merken, alsook vele huismerken hebben ook cassisdranken.
Cassis is ook de aanduiding van een smaak in verschillende andere producten, bijvoorbeeld bij ijs, milkshake en likeur.

## Trivia
- Cassis heeft de kleur bordeauxrood.
- De originele uitvinder van cassis is Hero (sinds 1938).
- Een alcoholische drank met de naam cassis erin is Crème de cassis.